# C2C (studio)
C2C Co., Ltd. (jap. 株式会社C2C Kabushiki-gaisha C2C) – japońskie studio produkujące seriale anime. Zostało założone 3 kwietnia 2006 roku.

## Produkcje

### Seriale telewizyjne
| Rok  | Tytuł                             | Reżyser(zy)       | Liczba odcinków | Uwagi                                                                           | Przypisy |
| ---- | --------------------------------- | ----------------- | --------------- | ------------------------------------------------------------------------------- | -------- |
| 2012 | Yurumates 3D                      | Yoshihide Yūzumi  | 26              | Na podstawie czteropanelowej mangi autorstwa saxyun.                            | [ 2 ]    |
| 2014 | Oneechan ga kita                  | Yoshihide Yūzumi  | 12              | Na podstawie czteropanelowej mangi autorstwa Rikō Anzai.                        | [ 3 ]    |
| 2014 | Go! Go! 575                       | Takebumi Anzai    | 4               | Na podstawie projektu multimedialnego firmy Sega. We współpracy z Lay-duce.     | [ 4 ]    |
| 2014 | M3: Sono kuroki hagane            | Junichi Sato      | 24              | Własna twórczość. We współpracy z Satelight.                                    | [ 5 ]    |
| 2015 | Aquarion Logos                    | Hidezaku Sato     | 26              | Sequel Aquarion Evol. We współpracy z Satelight.                                | [ 6 ]    |
| 2017 | SukaSuka                          | Jun’ichi Wada     | 12              | Na podstawie light novel autorstwa Akiry Kareno.                                | [ 7 ]    |
| 2018 | Harukana Receive                  | Toshiyuki Kubooka | 12              | Na podstawie mangi autorstwa Nyoijizai.                                         | [ 8 ]    |
| 2019 | Hitoribocchi no marumaru seikatsu | Takebumi Anzai    | 12              | Na podstawie czteropanelowej mangi autorstwa Katsuwo.                           | [ 9 ]    |
| 2020 | Shachō, Battle no jikan desu!     | Hiroki Ikeshita   | 12              | Na podstawie gry fabularnej produkcji Kadokawy, Deluxe Games i Preapp Partners. | [ 10 ]   |
| 2020 | Majo no tabitabi                  | Toshiyuki Kubooka | 12              | Na podstawie light novel autorstwa Jougiego Shiraishiego.                       | [ 11 ]   |
| 2021 | Tsuki ga michibiku isekai dōchū   | Shinji Ishihira   | 12              | Na podstawie light novel autorstwa Keia Azumiego.                               | [ 12 ]   |
| 2021 | PuraOre! Pride of Orange          | Takebumi Anzai    | 12              | Część projektu multimedialnego CyberAgent i DMM Games.                          | [ 13 ]   |
| 2022 | Tensei shitara ken deshita        | Shinji Ishihira   | 12              | Na podstawie light novel autorstwa Yuu Tanaki.                                  | [ 14 ]   |
| 2023 | Benriya Saitō-san, isekai ni iku  | Toshiyuki Kubooka | 12              | Na podstawie mangi autorstwa Kazutomo Ichitomo.                                 | [ 15 ]   |
| 2023 | Edomae Elf                        | Takebumi Anzai    | 12              | Na podstawie mangi autorstwa Akihiko Higuchiego.                                | [ 16 ]   |
| 2023 | Shangri-La Frontier               | Toshiyuki Kubooka | 12              | Na podstawie powieści internetowej autorstwa Katariny.                          | [ 17 ]   |

### OVA/ONA
- Yurumates (2012)
- Go! Go! 575: Meippai ni, hajiketeru? (2014, we współpracy z Lay-duce)
- Oneechan ga kita (2014)
- Tamashichi (2015)
- Tenchi muyō! Ryōōki 4 (2016–2017, we współpracy z AIC)[18]